# Dob Dob

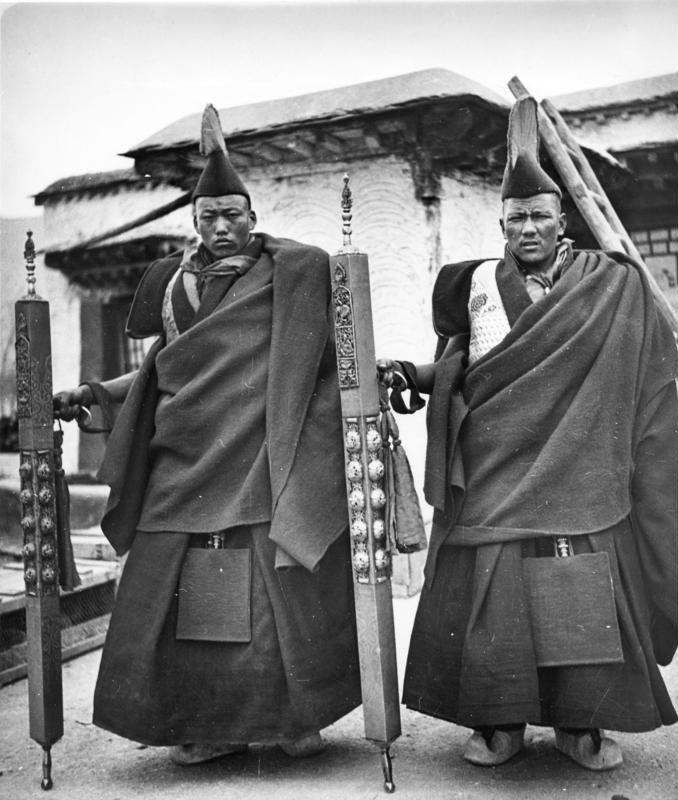
Una coppia di Dob-dob di Lhasa in una fotografia del 1939

I Dob Dob (in lingua tibetana: ལྡོབ་ལྡོབ་, ldob ldob o ldab ldob) erano la forza dei monaci soldati del Tibet.

## Descrizione
Fondato nel XV secolo, l'ordine monastico dei Dob Dob fu impiegato dalla teocrazia lamaista tibetana come forza di polizia monastica, garante della disciplina nei luoghi di culto e dell'ordine nella società, e anche come costruttori di monasteri e gompa.
I Dob Dob erano riconoscibili da una fascia rossa sul braccio scoperto e dalla faccia annerita con fuliggine, per incutere paura, e la loro preparazione si differenziava nettamente dalle altre scuole religiose, ovvero Gelug, Kagyu, Nyingmapa e Sakya, poiché si improntava maggiormente non sugli studi di filosofia buddista ma sulla ginnastica, il salto, la corsa e la lotta. Altro aspetto importante della loro educazione era rappresentato dall'apprendimento dei lavori manuali. Nella cintola portavano un'enorme chiave, che usavano come manganello e arma da lancio, ed erano muniti di un affilato coltello che nascondevano in tasca.
Per più di cinque secoli i Dob Dob furono il temuto braccio armato del governo di Lhasa, impegnati regolarmente nei presidi di sicurezza durante le cerimonie e come guardie del corpo dei lama e dei monaci più autorevoli quando dovevano attraversare zone infestate dai banditi, soprattutto nel Kham. Quasi tutti i membri dell'ordine erano persone brutali e arroganti, fortemente rissose e temute per l'atteggiamento provocatorio e perennemente assetato di zuffe, ma nessun tibetano li condannò mai, anzi era consuetudine tributare loro apprezzamento e stima poiché accorrevano sempre in aiuto dei bisognosi.
Nei tempi di pace, erano soliti a partecipare alle competizioni atletiche fra i monasteri ed erano maggiormente presenti nei monasteri Gelug, soprattutto a Drepung, Ganden e Sera.
In seguito all'invasione cinese del Tibet tra il 1949 e il 1959, tra loro si costituì un battaglione che in più occasioni diede problemi all'esercito cinese, divenendo presto leggendario per il coraggio dimostrato.
Dopo la fuga in India del XIV Dalai Lama, che predispose un governo in esilio allo scopo di garantire la sopravvivenza della civiltà tibetana, il feroce ordine monastico dei Dob Dob fu definitivamente sciolto nel corso di una serie di riforme monastiche e istituzionali.